# Landkreis Günzburg
Landkreis Günzburg är ett distrikt (Landkreis) i Schwaben i det tyska förbundslandet Bayern. Huvudorten är Günzburg.

## Geografi
Distriktet ligger ungefär i mitten mellan Stuttgart och München. Norr om centralorten genomflyttas distriktet av floden Donau. Hela landskapet är en blandning av högplatå och dalgångar av olika mindre floder. Det ligger mellan 427 och 607 meter över havet.